# 長崎聞役
長崎聞役（ながさきききやく）は、江戸時代に西国の14藩が長崎に置いた役職である。ただし、藩内において別呼称を使用していた藩もある。
聞役という語は、
1. 諸藩の留守居役。
2. 江戸幕府の目付の呼称。
3. 長崎の隠れキリシタンの集団の中で、洗礼などの儀式の準備や手助けをし、教会暦を各戸に知らせる任務を負った者[1]。

等にも使われるが、ここでは西国諸藩が長崎に設置した蔵屋敷に詰め、情報収集や奉行との折衝を勤めた聞役のことを扱う。

## 聞役の設置
聞役の制度が出来たのは、正保4年（1647年）にポルトガル船が長崎に来航した際に諸藩から出兵した時から元禄元年（1688年）までの間である。ポルトガル人の追放後、鎖国政策が確立してゆくのに伴い、異国船来航などの緊急時の情報収集や、平時での長崎奉行と国元の間の連絡等のために、西国各藩から派遣されるようになった。
寛永のころまでは、どの藩も蔵屋敷はあったが、それは町屋を借りたもので、身分の低い軽輩の者を置くか、長崎の町人に管理させ、奉行所からの飛脚の取り次ぎをする程度で、藩の家臣を常駐させることは無かった。しかし、ポルトガル船の来航の際は、諸藩が長崎へ軍勢を出陣させるに至った。この事件で長崎の重要性を感じた各藩が、附人を派遣するようになったという。この「附人」が後の聞役である。「聞役」という名称が使われるようになるのは、宝暦から明和にかけての時期（1751年から1771年）と推測されている。
1年中長崎に詰めている聞役を定詰（じょうづめ）または定居（じょうきょ）と称し、オランダ船が長崎に入港し滞在する5月中旬から9月下旬の5ヶ月間だけ長崎に詰める聞役を夏詰（なつづめ）と呼んだ。前者は佐賀藩・福岡藩（秋月藩・筑前藩）・対馬藩・熊本藩（肥後藩）・小倉藩・平戸藩の6藩で、後者は鹿児島藩（薩摩藩）・萩藩（長州藩）・久留米藩・柳川藩・島原藩・唐津藩・大村藩・五島藩（福江藩）の8藩である。
平戸藩の職制では聞役は使番であり、これは近習など藩主の御側勤めの経験がある中級家臣の任じられる役職で、郡代や町奉行よりも上であったし、薩摩藩では江戸や京都・大坂の留守居役などと並ぶ重要な役職であった。一方で、柳河藩の分限帳では代官や徒士頭より下位の位置づけである。

また、聞役は基本的に単身赴任であって、妻子は国元に置いてきた。

## 長崎蔵屋敷
各藩の蔵屋敷が設置されたのは、
- 樺島町 - 秋月藩
- 本五島町 - 長州藩
- 浦五島町 - 柳川藩
- 新町 - 小倉藩
- 西浜町 - 薩摩藩・五島藩・久留米藩
- 本紺屋町 - 対馬藩
- 恵比寿町 - 大村藩・島原藩
- 大黒町 - 佐賀藩・熊本藩・平戸藩
- 西中町 - 大村藩
- 東中町 - 唐津藩
- 東上町 - 唐津藩

である。
本紺屋町の対馬藩蔵屋敷は、後に東築町に移転。当初は本五島町にあった長州萩藩蔵屋敷は寛政11年（1799年）に新町に移転。大村藩は樺島町に蔵屋敷を建てていたが、明暦3年（1657年）新たに恵比寿町に屋敷を建立した。佐賀藩蔵屋敷は明治維新後に長崎守備砲隊の屯所となり、鎮西鎮台および熊本鎮台の管轄として大砲が置かれていた。
蔵屋敷には、常駐の聞役の宿舎の他、藩主が来た時に使用する御殿もあった。
ちなみに江戸武鑑では長崎屋敷所在を掲載されている藩もあった。文久元年（1861年）の大成武鑑で長崎藩蔵屋敷の所在の記載があるのは熊本藩（大黒丁）、福岡藩（五島丁）、長州藩（新丁）、佐賀藩（大黒丁）、久留米藩（西濱丁）、小倉藩（新丁）、唐津藩（東中丁）、対馬藩（紺屋丁）、平戸藩（大こく丁）、五島藩（西濱の丁）である。

## 聞役組合と寄合
聞役達は長崎での情報収集のために、組合を結成した。定詰の6藩（福岡藩・佐賀藩・熊本藩・対馬藩・平戸藩・小倉藩）と夏詰の大村藩で1つの組合を作り、夏詰の長州藩・柳川藩・島原藩・唐津藩の4藩で別に組合を作った。薩摩藩と五島藩は定詰の時は組合に入っていたが、後に組合から抜け久留米藩と共に3藩で相互に助けあった。定詰と夏詰の違いは家格の違いのように考えられるようになり、定詰の組合に入っている大村藩の聞役を除いて、定詰・夏詰双方の付き合いは無くなっていった。
定詰の聞役組合は、情報交換や相互の調整を名目に定期的に会合を持っていた。定例の月次寄合は毎月下旬に行われるが、日にちは決まっていない。7月は、オランダ船関係の仕事で聞役達が最も繁多な時期のため開催されなかった。しかし、定例以外にも何か理由をつけて、あるいは理由が無くても会合が行われたため、その回数は月に数度に及び、しかも毎回必ず遊所に行った。江戸や京都・大坂に置かれた留守居役と同じであったが、いつも遊所へ行くというのは長崎のみで、しかも一緒に行かないと離席、つまり組合から除籍されるのも長崎聞役だけであった。離席を言い渡されれば聞役間での情報交換ができなくなり、これが原因となり、自身に落ち度がなくとも罷免されることもあった。高額な会合での費用は、本来は藩からの交際費予算内で落とす出費であるが、足りない分は自腹を切ってでも出席せねばならなかった。例えば、藩の上役から経費節減の命令があった、等として今後の遊所への同行出席を拒否しようとすれば、和を乱す者として他の聞役達から強い反発を呼ぶこととなった。

## 聞役の職務
聞役達の主な職務は、長崎奉行からの指示を国元に伝えることや、情報収集に、貿易品の調達、諸藩との情報交換であった。
聞役の官舎である蔵屋敷では貿易品を調達したり長崎奉行からの連絡の取り次ぎに当ったりしたが、長崎に設置された西国諸藩の諜報機関としての性格も持っていた。
聞役たちの一番忙しい時期は、オランダ船や中国船が入港する6月下旬から9月上旬までである。進物用の舶来品の購入も聞役の重要な任務で、藩主や藩主の子女らの使用品、幕府や他藩への贈答品等、様々な注文書が聞役の元へ届く。
他にも、長崎で借銀を調達することや、他藩の領内を領主が通行する際の各藩への儀礼的な挨拶も聞役の任務であった。

### 聞役と長崎奉行
長崎聞役は、長崎奉行にとって、人員の少ない奉行所の業務を補完するものであった。長崎奉行は、西国諸藩に触書を伝達する際、本来は各地へ使者を派遣する必要があったが、長崎に諸藩聞役が常駐するようになってから、触書や諸藩への指示は長崎警備の当番藩（福岡藩と佐賀藩で交代）の聞役に告げ、各藩の聞役へ伝達するようにと命じるようになった。
オランダ船が入港した時、奉行所からはまず福岡藩と佐賀藩の聞役に御達がある。次に島原藩・平戸藩・唐津藩・大村藩の聞役に御達があり、残る8藩の聞役への伝達はその後であった。福岡藩と佐賀藩は交代で長崎警備を担当していることから、真っ先に伝達された。島原藩は島原の乱後の寛永16年（1639年）以来、異国船来航の時には長崎に出張し、長崎奉行と相談して警備に当たることになっていた。寛文9年（1669年）に島原藩主が高力家から松平家に代わった際、唐津藩主が長崎警備に加わることになった。大村藩は領地が接していることもあり、長崎とは密接な関係を保っていた。平戸藩も長崎警備担当を自認し、藩主はオランダ船の入湊・出帆時に長崎に赴くことになっていた。このような家格が、4藩が福岡・佐賀の次に御達を受ける理由となっていた。
また、聞役は国元からの連絡を報告し伺・嘆願などを儀礼に従って奉行に提出するという役目と、藩主や国元からの使者が奉行と会う必要がある時は、その約束を取り付け奉行所へ出頭する時の案内をする役目もあった。
長崎奉行から特別な指示が出されることや、長崎に来航した異国船のことなど諸藩聞役が知りたがる点については奉行所からの公式見解が示され、必要に応じて国元への報告なども令達されることもあった。
日常的には、毎月始めに「月次（つきなみ）御礼」がある。これは、奉行への挨拶のため、奉行所に出頭することである。毎月中旬には、「月次御見廻（おみまい）」として進物を贈っていた。進物を渡す際には、国元からの書状を持参することもあった。
長崎奉行は江戸詰めのもう1人の奉行と1年交替で長崎の在勤を勤めるが、新任奉行が長崎に到着する際には聞役達は新大工町付近まで出向く。そして奉行を乗せた駕籠が桜馬場まで来たところで、諸藩の聞役達の名が披露され、奉行は駕籠を止めて彼ら1人1人に対して会釈をする。

## 御館入と御用達
御館入（ごかんいり）、または御内分御館入は、藩の蔵屋敷に親しく出入りしている者のことである。御館入を仰せ付けられた後に「御内分」に仰せ付けられるため、御内分の方が通常の御館入よりも格上であったと考えられている。
御館入を仰せ付けられている者は、オランダ通詞や唐通詞、長崎の町役人である町年寄や宿老、蔵屋敷の所在地の町乙名や日行事、盗賊方乙名およびその手付等がいた。町年寄や乙名の中には「代々御館入」を仰せ付けられている者もいた。
通詞達は、海外からの使者や文書の通訳・翻訳が仕事であるため、それらの情報に接する機会は当然多い。聞役達は、彼らと接触することで、様々な情報をいち早く知ることが出来たのである。
また、長崎奉行所の多くの人間が御館入を仰せ付けられていた。奉行所への民事訴訟を扱う御奉行所目安方筆役や、長崎奉行所組与力支配、波止場役や遠見番といった役人達が御館入となっている。彼らは、藩出身の町人に関わる訴訟や長崎に外国船が入港する時などに聞役達のために便宜をはかったのである。他にも、長崎貿易を取り仕切る長崎会所の者、奉行所書物目利や御代官元締め手代といった人達も御館入の中にいた。役人達が出入りし、便宜をはかることは、当時の感覚としては不正とは見なされていなかったのか、その存在は特に秘密とはなっていなかった。
御用達は、長崎蔵屋敷に出入りする町人で、屋敷の物資調達や使い走り等様々なことを請け負っていた。中には、藩の貿易、ことに武器の購入などにも協力したという。「用達（ようたっし）」あるいは「用聞（ようきき）」とも呼ばれ、西国14藩以外にも西日本を中心に多くの藩が設定していた。御用達町人の中には、小袖や紋付を拝領した者や、その功により米を毎年下賜されるようになった者、御目見となった者もいた。
医者や大工の棟梁、船頭といった人達も御館入となっていた。また、藩の御用船宿や、緊急時に御用場として使う寺などもあった。それらの寺には、毎年米を寄付していた。
御館入の中には、御紋付きの上下を拝領した者、扶持を給されその藩の藩士に準ずる身分となった者、貿易業務を任されその勤役中は17人扶持を給される者などもいた。しかし、藩から反対給付を受けることは少なかった。また、「代々御館入」を仰せ付けられている者も、代替りの時は「相替らず御館入御用向に被仰付候様に」との願書を差し出して許可を受ける、つまり藩が依頼するのではなく、町人の方から御館入にして下さいと願い、藩の方で御館入を仰せ付けるという形式になっていた。町役人にとって、諸藩との関係を持つことそれ自体が名誉で、出入りを許される身分となることが目的だったのである。
同じ人物が複数の藩の蔵屋敷の御館入になっていることもあった。

## 江戸幕府の倒壊と長崎奉行の逃走
慶応4年（1868年）正月、鳥羽・伏見の戦いで幕府軍が敗れたとの報が長崎にもたらされた。それを知った長崎奉行・河津伊豆守祐邦は1月14日夜、イギリス船にひそかに乗り込み、翌早朝には江戸に脱出してしまった。
河津伊豆守は脱出の際に後事を福岡藩の聞役・粟田貢に託しており、それを受けて粟田は長崎地役人の薬師寺久左衛門、岡田吉大夫、本木昌造、尾上栄文らと協議。当時長崎にいた各藩士と共に、新政府より沙汰があるか責任者が派遣されるまでは、これまで通りに諸事を取り図ると申し合わせた。
これにより、薩摩藩・長州藩・土佐藩・広島藩・大村藩・宇和島藩・対馬藩・加賀藩・柳川藩・越前藩・肥後熊本藩・福岡藩・平戸藩・五嶋藩・島原藩・小倉藩の16藩の合議による協議体が発足。この協議体は連名の誓約書を作っており、その連名者の中には土佐の佐々木高行や佐賀の大隈重信、薩摩の松方正義の名もある。長崎奉行所西役所は長崎会議所と称され、2月15日に澤宣嘉が九州鎮撫総督兼外務事務総督に就任するまで、長崎の政務を執ることになった。また、治安維持には各藩兵や長崎奉行が結成した振遠隊が当たることとなった。

## 聞役の廃止
長崎の蔵屋敷は幕末まで活動を続け、長崎で各藩が自由貿易を行うようになると、「商会」と改名して国産品を輸出し、艦船や鉄砲などを輸入した。長崎聞役も引き続き情報収集活動を行い、貿易にも従事した。
明治2年（1869年）3月、明治政府行政官は、「御用関係之儀もこれ無きに付」として聞役に帰国を命じるよう長崎府に通達した。長崎府判事楠本平之允と御用掛坂田諸之進は、3月晦日に諸藩の聞役を招集して通達を伝えた。この時をもって、長崎聞役はその役目を終えることとなる。